# Ryan YO-51 Dragonfly
El Ryan YO-51 Dragonfly fue un avión de reconocimiento diseñado y construido por la Ryan Aeronautical Company para el Cuerpo Aéreo del Ejército de los Estados Unidos. Fue diseñado para tener capacidad STOL, pero a pesar de que los tres prototipos demostraron un gran éxito en las pruebas, el Stinson YO-49 fue elegido y no se concretó ningún contrato de producción.

## Diseño y desarrollo
El diseño del YO-51 Dragonfly era el típico de los aviones de su tipo, siendo optimizado para el papel de observación y enlace, con énfasis en la capacidad de operar en los más pequeños aeródromos. El Dragonfly era un monoplano de ala alta en parasol arriostrada con tren de aterrizaje fijo, una cabina abierta de dos plazas, slots y flaps tipo Fowler de envergadura total para la alcanzar la capacidad STOL. Estaba propulsado por un solo motor radial Pratt & Whitney R-985-21 Wasp Junior.
Cargado, el YO-51 podía, sin flaps, despegar tras una carrera de 122 m, mientras que con los flaps a tope, la carrera de despegue era de solo 23 m, o justo 1,22 m más que dos veces su propia longitud. El Dragonfly era capaz de mantener el vuelo nivelado a velocidades tan bajas como 48 km/h, y se decía que era capaz de aterrizar en una distancia inferior a la longitud del propio avión.

## Historia Operacional
Conocido como "La Motocicleta Voladora", tres aviones YO-51 fueron adquiridos por el Cuerpo Aéreo del Ejército de los Estados Unidos para participar en una evaluación de vuelo contra el Stinson YO-49 y el Bellanca YO-50, para suministrar un nuevo avión de observación y de enlace para su uso por el USAAC. El YO-51 era el más pesado de los tres aviones evaluados.
Aunque el Dragonfly fue juzgado como satisfactorio durante las pruebas de vuelo, realizadas en la Base de la Fuerza Aérea Wright-Patterson en Ohio, la máquina de Stinson ganó el contrato de producción, y no se construyeron más YO-51.

## Operadores
Estados Unidos
- Cuerpo Aéreo del Ejército de los Estados Unidos

## Especificaciones

### Características generales
- Tripulación: Dos
- Longitud: 10,8 m (35,5 ft)
- Envergadura: 16 m (52,5 ft)
- Altura: 3,4 m (11,1 ft)
- Peso cargado: 1908 kg (4205,2 lb)
- Planta motriz: 1× motor radial de nueve cilindros refrigerado por aire Pratt & Whitney R-985-21 Wasp Junior.
  - Potencia: 330 kW (455 HP; 449 CV)

### Rendimiento
- Velocidad máxima operativa (Vno): 208 km/h (129 MPH; 112 kt)
- Velocidad crucero (Vc): 172 km/h (107 MPH; 93 kt)
- Velocidad de entrada en pérdida (Vs): 48 km/h (30 MPH; 26 kt)

## Aeronaves relacionadas

### Aeronaves similares
- Fieseler Fi 156
- Bellanca YO-50
- Stinson L-1 Vigilant

### Secuencias de designación
- Secuencia O-_ (Aviones de Observación del USAAC/USAAF, 1924-1942): ←  O-48 - O-49 - O-50 - O-51 - O-52 - O-53 - O-54 →